# Goffert Stadion

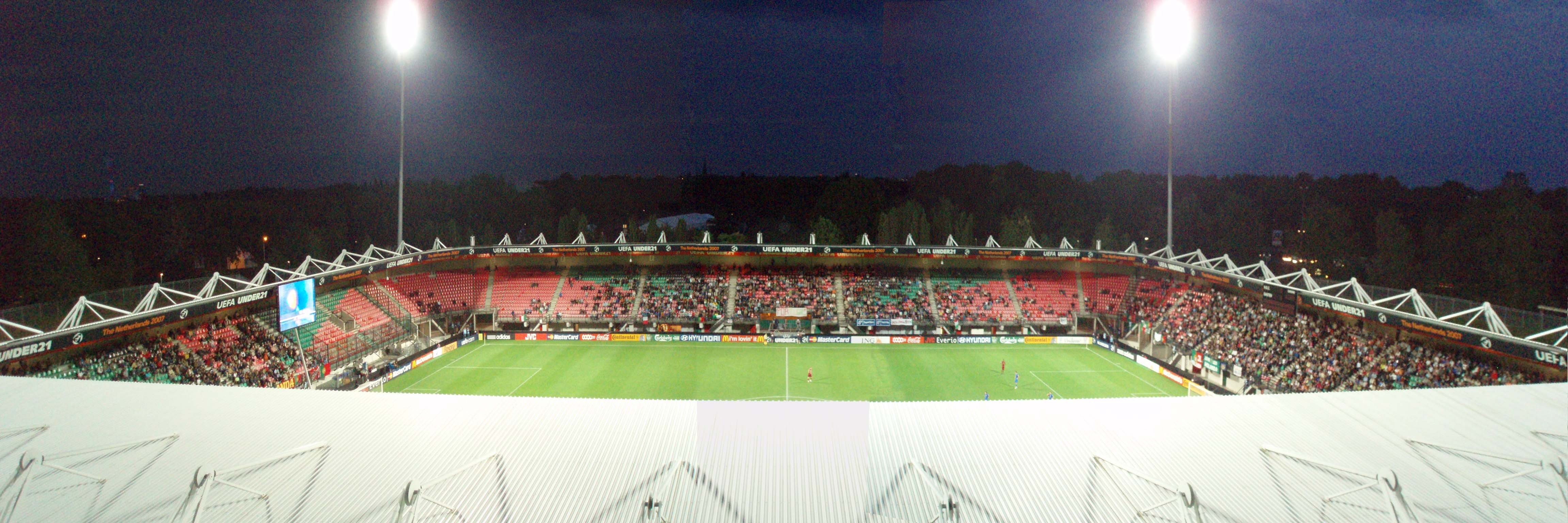
Panorámica del estadio.

El Goffertstadion es un estadio de fútbol ubicado en la ciudad de Nimega, Países Bajos, fue inaugurado en el año de 1939 con una remodelación en el 2000, tiene una capacidad para albergar a 12 500 aficionados, su equipo local es el NEC Nijmegen de la Eredivisie. Oficialmente es la propiedad del Ayuntamiento de Nimega.